# 維多里奧·狄西嘉
維多里奧·狄西嘉（義大利語：Vittorio De Sica，發音：[vitˈtɔːrjo de ˈsiːka]；1901年7月7日—1974年11月13日）是一位義大利導演與演員，四次奥斯卡最佳外语片获奖导演。

## 作品
- 1946年：《擦鞋童（英语：Shoeshine_(film)）》(Sciuscià)
- 1948年：《單車失竊記》(Ladri di biciclette)
- 1951年：《慈航普渡》(Miracolo a Milano)
- 1952年：《風燭淚》(Umberto D.)
- 1953年：《終點站》(Stazione Termini)
- 1963年：《昨日今日明日》(Ieri, oggi e domani)
- 1964年：《意大利式婚姻》(Matrimonio all'italiana)
- 1967年：《七段情》(Woman Times Seven)
- 1968年：《淚灑相思地》(A Place for Lovers)
- 1971年：《費尼茲花園》(Il Giardino dei Finzi-Contini)

## 外部連結
- 維多里奧·狄西嘉在互联网电影资料库（IMDb）上的資料（英文）
- 維多里奧·狄西嘉在豆瓣上的资料（简体中文）